# إكس ديفينت
إكس ديفينت (المعروفة سابقًا باسم Tom Clancy’s XDefiant) هي لعبة فيديو مجانية من نوع تصويب منظور الشخص الأول تم تطويرها بواسطة يوبي سوفت سان فرانسيسكو ونشرتها يوبي سوفت. تم إصدار إكس ديفينت على PlayStation 5 و ويندوز و Xbox Series X/S في 21 مايو 2024. نسخة الحاسب الشخصي ستكون حصريًا على يوبي سوفت كونكت.

## طريقة اللعب
تتميز اللعبة بمجموعة متنوعة من الفصائل والفئات، لكل منها قدراتها وأسلحتها المميزة. تدور أحداثها في عوالم يوبي سوفت المتنوعة. ينخرط اللاعبون في معارك جماعية سريعة الوتيرة عبر مجموعة متنوعة من الخرائط وأوضاع اللعب.
الفصائل:
- ديفايانت: فصيل جديد تم إنشاؤه خصيصًا للعبة XDefiant.
- الأشباح: مستوحاة من سلسلة Ghost Recon، تتميز هذه الفصيل بمهارات التخفي والقتال القريب.
- إيكيلون: مستوحاة من سلسلة Splinter Cell، تتميز هذه الفصيل بالتسلل والتكنولوجيا المتقدمة.
- المنظفون: مستوحاة من سلسلة The Division، تتميز هذه الفصيل بمهارات القتال القوية واستخدام الأسلحة الثقيلة.
- ليبيرتاد: مستوحاة من سلسلة Far Cry، تتميز هذه الفصيل بمهارات البقاء على قيد الحياة والقتال في البرية.
- ديدسك: مستوحاة من سلسلة Watch Dogs، تتميز هذه الفصيل باختراق التكنولوجيا والسيطرة على الأنظمة الإلكترونية.